# Almunge landskommun
Almunge landskommun var en tidigare kommun i Stockholms län.

## Administrativ historik
Den 1 januari 1863, när kommunalförordningarna började tillämpas, skapades över hela riket cirka 2 500 kommuner, varav 89 städer, 8 köpingar och resten landskommuner.
Då inrättades i Almunge socken i Närdinghundra härad i Uppland denna kommun
1952 genomfördes den första av 1900-talets två genomgripande kommunreformer i Sverige. Denna påverkade dock inte Almunge.
Kommunreformen 1971 innebar att Almunge kommun upphörde och lades samman med Uppsala kommun och överfördes därmed till Uppsala län.
Kommunkoden 1952-1967 var 0205 och därefter 0105.

### Kyrklig tillhörighet
I kyrkligt hänseende tillhörde kommunen Almunge församling.

## Geografi
Almunge landskommun omfattade den 1 januari 1952 en areal av 169,19 km², varav 162,15 km² land. Efter nymätningar och arealberäkningar färdiga den 1 januari 1955 omfattade landskommunen den 1 januari 1961 en areal av 169,07 km², varav 163,48 km² land.

### Tätorter i kommunen 1960
| Tätort    | Folkmängd |
| --------- | --------- |
| Lännaholm | 416       |
| Almunge   | 280       |

Tätortsgraden i kommunen var den 1 november 1960 37,5 procent.

## Politik

### Mandatfördelning i valen 1938-1966
| 13 | 7 | 3 | 2 |

| 22 |

| 13 | 8 | 2 | 2 |

| 23 |

| 1 | 10 | 6 | 3 | 1 |

| 18 | 3 |

| 12 | 8 | 3 | 2 |

| 21 | 4 |

| 13 | 7 | 3 | 2 |

| 21 | 4 |

| 12 | 7 | 2 | 4 |

| 21 | 4 |

| 12 | 7 | 3 | 3 |

| 21 | 4 |

| 11 | 8 | 3 | 3 |

| 20 | 5 |